# متلازمة سميث-ماجينيس
متلازمة سميث-ماجينيس (بالإنجليزية: Smith–Magenis syndrome)‏ هو اضطراب في النمو يؤثر على أجزاء كثيرة من الجسم. والسمات الرئيسية لهذه المتلازمة، تتصف من خفيفة إلى معتدلة في الإعاقة الفكرية، ملامح الوجه تكون مميزة، اضطرابات النوم، والمشاكل السلوكية. وسبب هذه المتلازمة هو تشوه في الذراع القصير للكروموسوم 17 .

## العلاج
لا يوجد علاج شامل للمرض ولكن يعتمد العلاج على على معالجة الأعراض المصاحبة. الأطفال الذين يعانون SMS غالبًا ما يتطلب علاجهم عدة أشكال من المعالجة، بما في ذلك العلاج الطبيعي، العلاج الوظيفي وعلاج النطق. وغالبًا ما يتطلب العلاج طوال فترة حياة الشخص المصاب.
وكثيرا ما يعطى بعض الأدوية مثل، الميلاتونين الملاحق وترازودون الذي يستخدم عادة لتنظيم اضطرابات النوم.والأسيبوتولول الذي يساعد في زيادة التركيز، وتحسين النوم والمساعدة في تحسين السلوك. الأدوية الأخرى (مثل ريسبردال ) تستخدم في بعض الأحيان إلى تنظيم السلوك العنيف.

## الأعراض
1. ↑  Bi، W؛ Yan، J؛ Stankiewicz، P؛ Park، SS؛ Walz، K؛ Boerkoel، CF؛ Potocki، L؛ Shaffer، LG؛ Devriendt، K؛ Nowaczyk، MJ؛ Inoue، K؛ Lupski، JR (مايو 2002). "Genes in a refined Smith-Magenis syndrome critical deletion interval on chromosome 17p11.2 and the syntenic region of the mouse". Genome research. ج. 12 ع. 5: 713–28. DOI:10.1101/gr.73702. PMC:186594. PMID:11997338.
2. ↑  synd/3884 على قاموس من سمى هذا؟
3. ↑  Smith AC، McGavran L، Robinson J، وآخرون (1986). "Interstitial deletion of (17)(p11.2p11.2) in nine patients". Am. J. Med. Genet. ج. 24 ع. 3: 393–414. DOI:10.1002/ajmg.1320240303. PMID:2425619.
4. ↑  "Smith-Magenis Syndrome - Camp Breakaway - San Remo NSW 2262". مؤرشف من الأصل في 2014-06-28.

## وصلات إضافية
- sms على جين تيستز التابع لمعاهد الصحة الوطنية الأمريكية/جامعة واشنطن
- PRISMS — Parents and Researchers Interested in Smith-Magenis Syndrome
- - Denmark